# Мълчание (филм)
„Мълчание“ (на английски: Silence) е епичен исторически филм от 2016 година на режисьора Мартин Скорсезе, който проследява живота на двама йезуитски мисионери в Япония през 17 век. Филмът се основава на романа със същото заглавие от японския писател Шюсаку Ендо. Въпреки че действието се развива почти изцяло в Нагасаки, Япония, филмът е заснет изцяло в Тайван и около Тайпе.
Мартин Скорсезе работи над филма и се опитва да го реализира повече от 25 години. Филмът прави официалния си дебют на 29 ноември 2016 година в Рим, а в България на 14 януари 2017 година на фестивала Киномания.

## Сюжет
През 1638 година в Португалия двамата йезуити Себастиян Родригес (Андрю Гарфийлд) и Франциско Гарупе (Адам Драйвър) решават да заминат за Япония, където да проповядват католицизма на местното население и да се опитат да намерят изгубения си ментор – Кристовао Ферейра (Лиъм Нийсън), за когото се говори, че се е отказал от вярата си и живее като японец. Двамата попадат в Япония по време на силно преследване и инквизиция, насочена срещу местното християнско население. Те са принудени да се укриват и стават свидетели на мъченията, на които християните са подлагани от японските власти.
След като Себастиян бива заловен от местния даймио, той е принуден публично да се отрече от християнската си вяра, като е изнудван с това, че, ако не го направи, мъченията и убийствата над неговите японски послушници няма да спрат, дори и те да се откажат от вярата си. Първоначално Себастиян не отстъпва от позицията си. Японците го срещат с бившия му ментор – Ферейра, който поради мъченията, на които е подлаган, се е отказал от вярата си и работи за това християнската вяра да бъде изкоренена от Япония. Ферейра живее като уважаван японски гражданин и има жена и деца. Първоначално Себастиян изпитва презрение към него, но впоследствие японците успяват да го принудят да се откаже от вярата си и той се превръща в наследник на дейността на Ферейра в Япония.

## В ролите
| Изпълнител     | Роля                    |
| -------------- | ----------------------- |
| Андрю Гарфийлд | Отец Себастияо Родригес |
| Адам Драйвър   | Отец Франциско Гарупе   |
| Лиъм Нийсън    | Отец Кристовао Ферейра  |
| Кийрън Хайндс  | Отец Алесандро Валиняно |
| Таданобу Асано | Преводачът              |
| Шиня Цукамото  | Мокичи                  |